# Jan Carstenszoon
Jan Carstenszoon eller mere almindeligt Jan Carstensz var en nederlandsk opdagelserejsende fra det 17. århundrede. 
I slutningen af 1622 gav Nederlandske Ostindiske Kompagni Carstenszoon til opgave at lede en ekspedition til sydkysten af Ny Guinea og videre som opfølgning på de observationer, Willem Janszoon havde gjort i 1606.
Den 11. februar 1623 sejlede han ud fra Ambon i Nederlandsk Ostindien med to skibe, Pera og Arnhem (med Willem Joosten Van Colster som kaptajn). Skibene sejlede langs sydkysten af Ny Guinea og derefter mod syd til Kap York-halvøen og Carpentariabugten. Den 14. april 1623 passerede de Kap Keerweer. Da de gik i land for at søge efter ferskvand, stødte Carstenszoon på en gruppe aboriginere. Carstenszoon beskrev dem som "stakkels og elendigt udseende folk", som ikke havde "forstand på kostbare metaller eller krydderier".
Den 11. maj 1623 nåede de til en lille flod, som han gav navnet Carpentier, der ligesom bugten Carpentaria blev navngivet efter Nederlandsk Ostindiens generalguvernør Pieter de Carpentier. Den 12. maj stødte de på over 200 fjendligt indstillede aboriginere, og de måtte dræbe en af dem, før de kunne sejle væk. De fortsatte til Staaten River, før de sejlede mod nord igen. Pera og Carstenszoon returnerede til Ambon, mens Arnhem krydsede Carpentaria-bugten og derpå østkysten af Arnhem Land.
Carstensz Pyramide i Irian Jaya, Indonesien blev opkaldt efter ham. Carstenszoon så gletsjeren på toppen af bjerget i 1623, men blev latterliggjort i Europa, da han sagde, han havde set sne nær ækvator.
Carstenszoon navngav også flere lokaliteter langs Australiens nordkyst.